# 御師 (音楽)
御師（おんし）とは、天皇や皇太子・太上天皇他諸皇族に楽器演奏など音楽を教えた者のこと。
史料によっては「御師」の他に「御〇〇師」（〇〇は楽器名）、「御師匠」「御師範」「侍読」などが別称として、用いられた。なお、「侍読」の語は音楽が儒学などの学問と同一に扱われていたことによると思われる。
日本の天皇は代々楽器の演奏を好まれたが、その背景には中国の礼楽思想の影響があったこととに加え、儀式や宴会の場で楽人だけでなく貴族の中にも楽器を嗜む者が多く、彼らとの交流の必要性から天皇自らが楽器の習得に励んだとみられている。ただし、奈良時代の天皇は楽人らの曲を「見る」側にいることが多く、天皇の演奏に関して具体的に知られるようになるのは桓武天皇以降のことになる。嵯峨天皇は琴・笛・琵琶のいずれも通じたとされ、以降の天皇は主に琴を重んじたが、円融・一条天皇が笛の達人として知られて以降は笛が重んじられた。後鳥羽天皇以降は琵琶が、両統迭立期には持明院統では琵琶が大覚寺統では笛が重んじられ、後光厳天皇以降は笙が重んじられた。なお、後醍醐天皇は音楽面でも皇統の統一を意図して笛だけでなく琵琶の習得を励んだとされ、後光厳天皇は持明院統の嫡流である兄・崇光天皇流（伏見宮家）に対抗するために琵琶ではなく笙を習うという政治的意図があったことも指摘されている。
平安時代前期より天皇が演奏に優れた貴族から琴や笛を学ぶことはあったが、楽器演奏の習得が帝王学の一部として組み込まれると、平安時代後期の堀河天皇以降幼帝もしくは皇子の教育の一環として「御楽始」の儀式が行われ、その際に楽器演奏を教える御師の任命が行われるようになった。
御師には大きく2種類あった。1つは正式な御師として、御楽始の儀の際に宣旨や院宣によって任命され、病気や死去などで務められなくなるまで長期にわたって楽器演奏を教授した（御師が空席になった場合には後任が任じられる形となる）。天皇に教授する立場上、（できるだけ高貴な）昇殿が可能な殿上人であることが望まれ、堀河天皇の笛の御師として最初に任じられた源政長は当時の摂政藤原師実の側近であった。鎌倉時代には西園寺実宗が守貞親王（皇位には就かなかったが、後に後堀河天皇の実父として太上天皇となる）の琵琶の御師になり、曾孫の西園寺公相は後深草天皇の琵琶の御師に任じられ、以後の西園寺家は関東申次と琵琶の御師を兼ねて政治面のみならず文化面でも大きな影響力を行使した。もう1つは天皇や太上天皇が特定の人物のみが知る秘伝の曲の伝授を希望した場合や自身の御師が属する流派以外の曲の伝授を希望した場合に宣旨や院宣によって一時的に御師の待遇を受ける者、言うなれば「正式な御師」に対する「特別な御師」と称すべき人である。こちらは殿上人ではなく地下人の楽人であっても任じられる可能性があった（その際に昇殿も合わせて許されることになる）。鎌倉時代後期の後嵯峨天皇の頃からこうした特別な御師が増加することになる。
この他に本来であれば天皇に近づけない地下人の楽人が北面武士などの天皇に近侍する資格を持って非公式に天皇に対して教授した者がいた。こうした者は本来御師には数えられないが、説話物や後世の編纂物によって御師の扱いをされ、また現実においても前述のように鎌倉時代後期には地下人の楽人であっても特別な御師に選ばれるようになり、後光厳天皇の時代には本来琵琶の御師を務めるべき西園寺実俊の代わりに彼の推挙する縁戚の地下官人（琵琶西流師範家）藤原孝経が正式な御師を務めることになり、同じく新たに導入された笙の御師には同じく地下出身の豊原龍秋が任じられた。
古くはなるべく貴顕であることが望まれた御師に地下人が選ばれる背景としては、天皇自らが主体的に音楽を習得する風潮が強まるにつれて、音楽の演奏・教授を家業とする重代の楽家が重んじられ、その対象となる楽家が堂上家のみならず、地下家にまで広がっていったことによって可能になったとみられている。また、堂上家の中でも代々琵琶の御師を務めた西園寺家の楽統が同家と分家の今出川家に分裂して家業が停滞したのに対し、むしろ秘説の伝授を受けた天皇や太上天皇の方が次の天皇や殿上家の当主に伝授する現象が起き始めていたことも、殿上家が御師の立場を維持できなくなった一因と考えられる（光厳天皇は父の後伏見上皇から直接琵琶の秘曲の伝授を受けて、それを崇光天皇や側近の正親町忠季に伝授している。また、崇光天皇も忠季や今出川公直に秘曲を伝授している）。